# Gandzak (berg)
Gandzak är ett berg i Armenien.   Det ligger i provinsen Vajots Dzor, i den södra delen av landet, 80 kilometer sydost om huvudstaden Jerevan. Toppen på Gandzak är 2 257 meter över havet.
Terrängen runt Gandzak är varierad. Närmaste större samhälle är Yeghegnadzor, 9,8 kilometer nordost om Gandzak. 
Trakten runt Gandzak består i huvudsak av gräsmarker. Runt Gandzak är det ganska glesbefolkat, med 28 invånare per kvadratkilometer.